# Балугьянский, Михаил Андреевич
Михаил Андреевич Балугьянский, изначальная фамилия — Балудянский (26 сентября (7 октября) 1769, деревня Фельшё-Ольшва (ныне Вишна Ольшава), недалеко от города Стропко, Королевство Венгрия — 3 (15) апреля 1847, Санкт-Петербург) — российский государственный деятель, правовед и экономист, первый ректор Императорского Санкт-Петербургского университета, сенатор (1839), тайный советник (1828), статс-секретарь (1827).

## Биография
Уроженец Венгрии (ныне территория Восточной Словакии), русин, сын греко-католического священника, Балугьянский получил образование первоначально в Венгерской королевской академии в Кашау (1797), а потом на юридическом факультете Венского университета (1789). После окончания университета Балугьянский был приглашён в Гражданскую Академию (Гросс-Вардейн), где читал курсы политических наук, полицейского, торгового и финансового права. С 1796 года — доктор права и профессор Пештского университета; руководил кафедрой истории, статистики, публичного и народного права.
Приглашённый в 1803 году в Россию (вместе с П. Д. Лодием и В. Г. Кукольником), при преобразовании Петербургской учительской семинарии в Учительскую гимназию, или Педагогический институт, Балугьянский получил место преподавателя политической экономии. В июне 1804 года Балугьянского пригласили принять участие в работах по систематизации законодательства. С 1806 года — начальник 4-го отделения Комиссии составления законов, с 1812 — начальник 5-го отделения этой комиссии. 21 августа 1811 года — коллежский советник. Занимался вопросами упорядочения и развития административного и финансового права, подготовил ряд предложений по реорганизации министерств, финансовой деятельности, полиции, проекты свода положений публичного права, сельского законодательства.
С 1813 года — декан философско-юридического факультета Главного педагогического института. Когда институт был преобразован, 8 мая 1819 года, в Санкт-Петербургский университет, Балугьянскому была предоставлена кафедра энциклопедии юридических и политических наук и политической экономии. При открытии университета Балугьянский был избран его ректором.
Историк Петербургского университета В. В. Григорьев приводит (стр. 14) отзыв одного из слушателей Балугьянского:

Это был преподаватель одушевленный и увлекательный, со знаниями обширными и разнородными.

В 1813—1817 годах Балугьянский преподавал юриспруденцию великим князьям Николаю и Михаилу Павловичам. C 1817 года — директор Комиссии погашения государственных долгов Министерства финансов.
В октябре 1821 года в знак протеста против действий Д. П. Рунича и увольнения профессоров К. Ф. Германа, К. И. Арсеньева, А. И. Галича и Э. Б. С. Раупаха ушёл с поста ректора университета. Однако и в качестве профессора, как член конференции, производившей под председательством Рунича следствие над профессорами, Балугьянский не мог сохранять спокойствия. В заседании конференции, где решался вопрос о виновности этих профессоров, он подал заявление, «что редакция протоколов неверна, голоса условные присоединены к безусловным, иное вставлено, иное перетолковано составителями протоколов», а в заседании 8 ноября 1821 года так был потрясён инквизиционной формой предложения вопросов обвиняемым профессорам, что упал в обморок. Балугьянский оставил преподавание в университете, хотя числился его профессором до 1824 года.

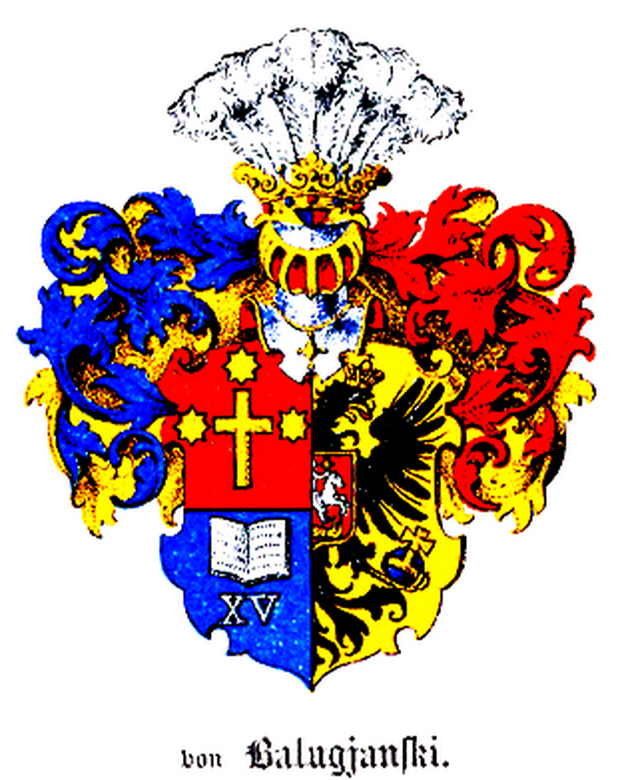
Герб Балугьянского

А. И. Майборода в 1825 году назвал его в своём доносе членом тайного декабристского общества, что следствием не подтвердилось.
В 1826—1847 годах — начальник Второго отделения, наладил его работу. Ближайший сотрудник М. М. Сперанского в подготовке Полного собрания законов (в 1837 за эту работу возведён в дворянство с включением в герб цифры «XV», символизировавшей 15-томный Свод законов).
Разработал теоретические положения по системе российского права, подготовил материалы по состоянию и совершенствованию законодательства, в том числе по уголовно-процессуальному праву; по личной просьбе Николая I подготовил 4-томный проект постепенной ликвидации крепостного права и по сельскому праву (ряд положений использован при проведении реформы П. Д. Киселёва).
В 1845 году из-за болезни отошёл от дел. Умер в 1847 году Петербурге от паралича легких, похоронен в Сергиевой пустыни.

## Награды

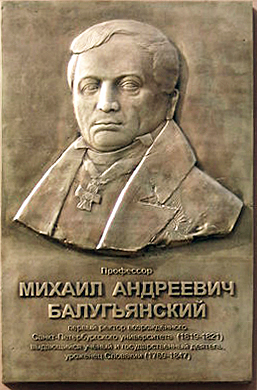
Мемориальная доска. Университетская наб., 7, СПбГУ

- Орден Святого Александра Невского (14.04.1841)
- Орден Белого орла (29.01.1833)
- Орден Святого Владимира 2-й степени (04.02.1826)
- Орден Святой Анны 1-й степени (19.01.1828)
- Орден Святого Владимира 3-й степени (14.04.1819)

## Семья

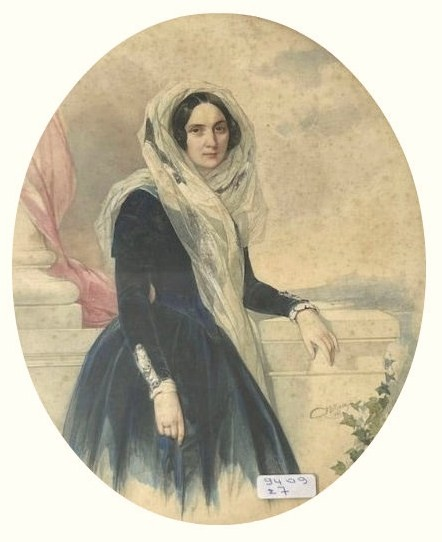
дочь Елена Бартоломей на акварели В. И. Гау (1847)

Жена (с 1802) — Антония-Анна-Юлия (Анна или Антуанетта Ивановна) фон-Гегер (Heger);
Дети:
- Иосиф (1803—1807)
- Мария (26.09.1804—1894) — была замужем за генералом бароном Н. В. Медемом
- Анна (23.02.1806—11.08.1877) — детская писательница, замужем за генералом П. М. Дараганом
- Александра (14.04.1808—24.08.1877) — была замужем за сенатором И. Х. Капгером
- Елена (06.02.1810—31.07.1877) — была замужем за генералом Ф. Ф. Бартоломеем
- Екатерина (18.09.1814—?) — замужем за Александром Соломоновичем Гальпертом
- Елизавета (20.02.1816—18.03.1904) — была замужем за генералом Н. А. Столпаковым
- Ольга (12.05.1817—?) — замужем за Константином Осиповичем Комаром
- Александр (1818—не ранее 1852), гвардии капитан
- Андрей (01.11.1819[5]—не ранее 1852), крестник великого князя Михаила Павловича и генерала И. Паскевича, гвардии капитан.